# Seleção dos Estados Unidos de Rugby Sevens Feminino
A Seleção dos Estados Unidos de rugby sevens representa os Estados Unidos nos torneios de rugby sevens. A seleção nacional de sete é organizada pela USA Rugby e compete pela Série Mundial Feminina de Rugby Sevens, Copa do Mundo de Rugby Sevens, Jogos Olímpicos e Jogos Pan-Americanos.
Em 1996, foi formada a primeira assembleia de uma seleção nacional feminina de sevens. Emil Signes realizou seletivas para escolher um time para competir no primeiro torneio Women's International 7s a ser realizado durante o evento Hong Kong Sevens. A equipe competiu com o nome de 'Atlantis', programa National 7s criado por Emil, e terminou a turnê invicta. Muitas dessas jogadoras passaram a competir pela Seleção Feminina dos Estados Unidos na Divisão Feminina 7s de Hong Kong.
Sob o comando do técnico Ric Suggit, as Eagles ficaram em terceiro lugar na Copa do Mundo Feminina de Sevens de 2013, na Rússia. Elas derrotaram a Espanha por 10–5 em sua partida final, com tentativas de Emilie Bydwell e Vanesha McGee. Em junho de 2019, os Eagles se tornaram apenas o quinto time a vencer um torneio da Série Mundial, juntando-se à Nova Zelândia, Austrália, Canadá e Inglaterra. Nessa mesma temporada, as norte-americanas terminaram em segundo lugar na classificação geral, garantindo tanto o melhor resultado até o momento quanto a qualificação automática para os Jogos Olímpicos de 2020.

## Desempenho

### Jogos Olímpicos
| Ano   | Resultado        | Pos | J  | V  | E | D |
| ----- | ---------------- | --- | -- | -- | - | - |
| 2016  | Quartas de final | 5   | 6  | 3  | 1 | 2 |
| 2020  | Quartas de final | 6   | 6  | 4  | 0 | 2 |
| 2024  | Semifinais       | 3   | 6  | 4  | 0 | 2 |
| Total | 0 títulos        | 0/2 | 18 | 11 | 1 | 6 |

### Copa do Mundo
| 2009  | Semifinais | 3   | 5  | 3  | 0 | 2 |
| 2013  | Semifinais | 3   | 6  | 5  | 0 | 1 |
| 2018  | Semifinais | 4   | 4  | 2  | 0 | 2 |
| 2022  | Semifinais | 4   | 4  | 2  | 0 | 2 |
| Total | 0 títulos  | 0/4 | 19 | 12 | 0 | 7 |